# Oecleini
Los ecleínos (Oecleini) son una tribu de insectos hemípteros del suborden Archaeorrhyncha. 

## Géneros
Tiene los siguientes géneros:
- Confuga
- Tiriteana.